# Punta de Manyanes
La Punta de Manyanes és una muntanya de 506 metres que es troba entre els municipis de Flix i de la Palma d'Ebre, a la comarca catalana de la Ribera d'Ebre.